# Ротонда Святого Миколая в Цешині
49°45′04″ пн. ш. 18°37′33″ сх. д. / 49.7512° пн. ш. 18.6257° сх. д.
Ротонда Святого Миколая в Цешині, також відома як Церква Святого Миколая і Вацлава, — це романська каплиця в польському місті Цешині.

## Історія
Ротонда була зведена в стінах фортеці каштелянів на вершині Замкової гори між X століттям та першою половиною XI століття. У 1950-х роках дослідники вважали, що ротонда була побудована протягом першої половини XI століття. Однак останні дослідження показують, що дата його будівництва може бути пізніше 1180 р.
Перше згадування про ротонду відноситься до 1223 року, де її називають каплицею Святого Миколая. Духовенство було зобов'язане платити десятину сестрам Норбертін у Рибнику [4].
Друге згадування про ротонду припадає на кінець XIII століття та на все XIV століття. Ротонда була пристосована до готичного замку: рівень підлоги підняли на два метри, романські вікна в апсиді були замуровані та побудовані більші, в готичному стилі.
У 1495 Wacław Hynal, батюшка з Pszczyna з Stonawa, фінансував новий вівтар для ротонди. На ньому були зображені Божественне Провидіння, Діва Марія, Іоанн Хреститель, Святий Ермус і Святий Вацлав.

## Сучасна історія
У посиланнях з 1722 і 1755 років ротонда описується як «стара, купольна і двічі на рік, в дні святого Вацлава та Святого Миколая там проводяться служби». 
Під час перетворення нижнього замку в 1838 році ротонда зазнала серйозних змін. Романські стіни храму були обкладені цегляною стіною. Були замуровані вікна, поставлений новий жерстяний шолом. Рівень внутрішньої нави та зовнішньої площі був піднятий (будівля була майже наполовину облямована грунтом). Ротонда отримала класичний поділ фасаду з урахуванням стилю замку. Дизайн романтичного павільйону створив Йозеф Кернхаузел. Інтер'єр Ротонди прикрашали неоготичний дерев'яний вівтар та зображення святого Вацлава.
На початку 1940-х штукатурки були зняті та відновлений початковий рівень підлоги. Подальші археологічні та ремонтні роботи проводилися під керівництвом А. Кетлінського. Реставраційні роботи (під керівництвом З. Гавліка) реконструювали галерею, відкрили оригінальні вікна, вівтарний камінь та відновили підлогу ротонди до її романських характеристик.
Після закінчення Другої світової війни храм став туристичною визначною пам'яткою. 6 грудня 1997 року там відбулася служба, перша за 50 років.

## Архітектура
Ротонда побудована з плоских вапнякових відбивних, які створюють внутрішній і зовнішній фронт, з круговим розташуванням з напівкруглою та орієнтованою апсидою. Простір між фасадами заповнений щебнем. Круговий неф перекритий куполом із концентрично розташованих каменів, апсида — напівкуполом. У північній частині нави є односторонні сходи, що ведуть до галереї — балкон, що підтримується колонами та напівколонами (розташований із західної сторони) — розміщений у стіні, товщина якої в цьому місці 1,75 м.
На вершині сходів, що ведуть до галереї, є замурований романський портал, який прикрашав прохід до палатію, сидіння каштеляна, для якого була побудована галерея. Напівкругла апсида з трьома сходами орієнтована на Схід. Апсида відокремлена внутрішньою фазою і закрита раковиною, підкресленою будівельними каменями. Вівтарний камінь, розташований в апсиді, є отвором для мощей або святих олій. В апсиді є два двосторонні романські вікна. Два вузьких щілинних вікна висвітлюють верхню частину нави. Додаткове світло для нави надходило від щілинних вікон, розташованих на 3/4 висоти стіни. Неф був покритий куполом з концентричним розташуванням каменів.
Висота нави складає 13 метрів, висота апсиди — 6,8 метра, а загальна висота ротонди — приблизно. 15 метрів.
Вхід до Ротонди розташований із західної сторони будівлі.
Зовні стіна потовщена і створює злегка виступаючий еркер, повішений над консолями. Дах над нефом і апсидою має конусоподібну форму і покритий дранкою.
Класицистична реконструкція в 1839 році за проектом Йозефа Корнхаусла передбачала замуровування двох напівкруглих вікон та оштукатурювання фасаду. У 1947—1955 рр. були проведені реконструкційні роботи, під час яких ротонда була відновлена до початкового стану.

## Святі-покровителі
Зазвичай прийнято вважати, що покровителями ротонди є св. Миколай та св. Вацлав. У документі 1223 року вперше згадується сакральний об'єкт у Цешині. Аналіз кількох збережених письмових документів та вже визнаний контекст врегулювання вказує на той факт, що церква, згадана в документі єпископом Вроцлава 1223 року, знаходилась за межами оплоту, найімовірніше, в межах поселення.
У першій чверті 13 століття в Цешині існувало щонайменше дві церкви — церква Святого Миколая в останньому «передмісті» та ротонда в твердині каштелянів. Також збережені документи XVIII століття підтверджують святого Вацлава святим покровителем.
Конфлікт між Польщею та Чехословаччиною щодо Цешинської Сілезії в 1919—1920 роках сприяв поступовому виведенню Святого Вацлава як чеського елементу, не звертаючи уваги на те, що Святий Вацлав не тільки є покровителем Богемії, але в 1436 році він був заснований як один з чотирьох головних покровителів Королівства Польського кардиналом Збігневим Олесницьким.

## Святі Меси
Святі Меси відправляються раз на рік — 6 грудня — на Святого Миколая.
- Ротонда зображена на польській банкноті 20 злотих.[6]
- Ротонда є частиною Романської стежки.[7]